# Либерия
Република Либерия е държава, разположена на западното крайбрежие на Африка. Граничи със Сиера Леоне, Гвинея, Кот д'Ивоар и Атлантическия океан. Столицата е Монровия. Основана е през 1822 г. като колония на освободени роби от САЩ и поради това носи името Либерия (от англ. Liberty – „свобода“). Териториите, които те заемат обаче, са населени от местни етнически групи много столетия преди това. През 1847 г. колонията обявява независимост и това поставя началото на Република Либерия. През 1980 г. правителството е свалено след военен преврат, по-късно последван от две граждански войни (през 1989-96 и 1999-03), които се оказват катастрофални за икономиката и социалния живот в страната.

## География

### Географско положение, граници, брегова линия
Либерия е държава в Западна Африка, край бреговете на Атлантическия океан. На северозапад Либерия граничи със Сиера Леоне (дължина на границата 270 km), на север – с Гвинея (563 km), а на изток – с Кот д'Ивоар (716 km). Обща дължина на сухоземните граници (в т.ч. речни) 1549 km. Дължината на страната от северозапад на югоизток е 525 km, а ширината – до 270 km. На югоизток и юг бреговете ѝ се мият от водите на Атлантическия океан с дължина на бреговата линия 515 km. Бреговете са предимно плоски и покрай тях се простира нисък пясъчен вал, отделящ множество крайбрежни лагуни.

### Релеф, полезни изкопаеми
Край брега се простира широка до няколко десетки километра низинна равнина, която е много слабо разчленена и на места заблатена. На много места на повърхността ѝ се показва докамбрийският кристалинен фундамент. Във вътрешността равнината постепенно се повишава, става хълмиста (височина 400 – 600 m) и преминава с редица стъпала в хълмистите Леоно-Либерийски планини с отделни островни върхове. Максималната височина на страната е връх Нимба 1752 m, издигащ се на границата с Гвинея и Кот д'Ивоар.

### Климат, води
Климатът е екваториален, горещ и влажен. Средните месечни температури не падат под 28ºС. По крайбрежието горещината не е толкава мъчителна поради морският бриз. Годишната сума на валежите е от 1500 – 2000 mm във вътрешността, до 5000 mm по Атлантическото крайбрежие. Относително сухия сезон продължава от ноември до април, а влажният – от май до октомври.
Речната мрежа на Либерия е много гъста. От Леоно-Либерийските планини водят началото си множество относително къси (за мащабите на Африка), но пълноводни реки, вливащи се в Атлантическия океан. Най-големите либерийски реки са: Мано (391 km), Лофа (410 km), Сент Пол (450 km), Сент Джон (464 km), Сес (476 km), Кавала (515 km, по границата с Кот д'Ивоар.

### Почви, растителност, животински свят
Около 1/3 от територията на Либерия е покрита с гъсти вечнозелени екваториални гори, развити върху червено-жълти латеритни (фералитни) почви. В горите виреят много ценни дървесни видове (червено, палисандрово, каучуково и др. дървета). Разпространени са още кафеено дърво, винена и маслена палма. На североизток заедно с вечнозелените растат и гори с опадващи листа и редки гори. По границата с Гвинея се появява високотревиста савана с чадъровидна акация и баобаб. По крайбрежието е развита мангрова растителност. В саваните се срещат биволи, антилопи, леопарди, диви прасета, а в горите – много видове маймуни и змии. Има богата птича фауна, а също и насекоми (термити, муха цеце).

## История
Либерия е основана от САЩ през 20-те години на XIX век като убежище на освободени черни роби и никога не е била колонизирана от западни сили. След 1989 г. Либерия е разкъсвана от гражданска война, а някогашната преуспяваща икономика е срината.

## Държавно устройство
Либерия е президентска република. Елън Джонсън Сърлийф е вече бившият президент на Либерия, превръщайки се в първата жена-президент в Африка. На 10 октомври 2017 г. на първите избори за мирно предаване на властта, президент става бившата международна футболна звезда Джордж Уеа, от партия Коалиция за демократична промяна. Последният мирен преход на властта между двама демократично избрани президенти е през 1944 г., когато бившият президент Едуин Бъркли я предава на Уилям Тъбман.

## Икономика
Либерийската икономика е една от най-слабите в света. Инфраструктурата на страната, особено тази около и в столицата Монровия, е унищожена от дългите години на гражданска война. Много бизнесмени напускат Либерия вследствие на гражданските войни, макар малка част от тях да се завръщат. Президентът Джонсън Сърлийф, която е завършила икономика в Харвард, води политика за възстановяване на столицата, осигуряване на финансови помощи от развитите страни и оползотворяване на големия природоресурсен потенциал на страната. Много търговски фирми се възползват и спестяват пари от мита като се регистрират като либерийски кораби.
Либерия е богата на природни ресурси и разполага с плодородни почви и благоприятен климат. Полезните изкопаеми включват желязо, злато и диаманти. Правителството прави опити за вдигане на забраната на ООН върху добива на диаманти, който би могъл да даде силен тласък на либерийската икономика. Въпреки големия си потенциал, Либерия остава една от най-бедните страни, като близо 80% от населението е под прага на бедността, а безработицата е от порядъка на 80 – 85% – една от най-големите в света.

## Административно деление
Либерия е разделена на 15 окръга, всеки от който се дели на райони. Окръзите са:
1. Боми
2. Бонг
3. Гбарполу
4. Гранд Баса
5. Гранд Кейп Маунт
6. Гранд Гедех
7. Гранд Кру
8. Лофа
9. Маргиби
10. Мериленд
11. Монтсерадо
12. Нимба
13. Ривър Сес
14. Ривър Джий
15. Синое

## Население
Естественият прираст на Либерия е един от най-високите в света (+4,91%). Средната продължителност на живота е 56 г. за мъжете и 59 г. за жените. Близо 5% от населението на страната са потомци на бивши роби и американски заселници. Останалата част е смесица от различни етноси. Около 70% от либерийците работят в сферата на земеделието, добивайки палмово масло, кафе, какао и каучук за износ.
Основната религия в Либерия е християнството, което се изповядва от 40% от жителите. Мюсюлманите са 20% от населението, а останалите 40% от жителите изповядват различни местни религии.
Общата грамотност на населението е 57,5%. Средната грамотност на мъжкото население е 73,3%, а тази на женското население е 41,6%.
Средната възраст на населението е 18 години.